# Luigi Castagnola
Luigi Castagnola (Sori, 14 marzo 1953) è un ex pallanuotista italiano.
In carriera ha vinto la medaglia di bronzo ai Campionati Mondiali di Cali (Colombia) 1975, la medaglia d'oro ai Giochi del Mediterraneo di Algeri 1975, la medaglia d'argento alle Olimpiadi di Montréal 1976, e la medaglia di bronzo ai Campionati Europei di Jonkoeping (Svezia) 1977. Con la Pro Recco ha conquistato lo scudetto nel 1982 e nel 1983 (anno in cui vincerà anche la Coppa dei Campioni).
Nelle elezioni amministrative del 2004 viene eletto sindaco di Sori in una lista civica di centro-destra; tale carica venne confermata in un secondo mandato dal 2009 al 2014.